# Crucianella angustifolia
Crucianella angustifolia är en måreväxtart som beskrevs av Carl von Linné. Crucianella angustifolia ingår i släktet Crucianella och familjen måreväxter. Inga underarter finns listade i Catalogue of Life.